# ルース利子
ルース 利子（ルース としこ、1945年（昭和20年）- 1987年（昭和62年）12月18日）は、日本の社会事業家である。旧姓は沢田。

## 経歴・人物
富山県富山市に生まれ、同志社大学に入学する。卒業後は富山キリスト教青年会（YMCA）に勤務し、同地で英語の教鞭を執った。後にロナルド・ルースと同教会で結婚し、その後は夫と共にボランティア活動のためイギリス領香港およびベトナムに活動拠点を移す。特にベトナムでは当時ベトナム戦争の真っ只中であり、1975年4月30日のサイゴン陥落まで同地の戦災者のためのボランティア活動に携わった。
後に渡米しニューヨークおよびヒューストンのYMCAの平和教育担当者として活動し、ボランティア活動を行ったベトナムおよびカンボジアの4人の孤児の救済にも携わる。1984年（昭和59年）に大阪YMCA国際センターのディレクターとして招聘されたため日本へ帰国する予定だったが、その直前に乳癌を発病し同地で手術を行った。帰国後も再発し、闘病しながら国際村に関する著書を執筆した。